# Antonio Mazza
Antonio Mazza (Alpicella d'Aveto, 1º dicembre 1919 – Piacenza, 16 marzo 1998) è stato un vescovo cattolico italiano.

## Biografia
Nasce ad Alpicella d'Aveto, frazione di Santo Stefano d'Aveto, allora in provincia di Genova e diocesi di Bobbio, il 1º dicembre 1919 da Carlo e Maria Fugazzi.

### Formazione e ministero sacerdotale
Frequenta il seminario di Bobbio; qui riceve l'abilitazione magistrale e la licenza in materie classiche. Si trasferisce poi a Genova, dove frequenta il collegio internazionale Brignole Sale.
Il 30 maggio 1942 è ordinato presbitero, nella chiesa parrocchiale dei santi Angeli Custodi ad Amborzasco, frazione di Santo Stefano d'Aveto, dal vescovo Bernardo Bertoglio.
Dopo l'ordinazione si trasferisce a Roma, dove frequenta la Pontificia Università Lateranense; si laurea in utroque iure con una tesi intitolata "Unioni doganali".
Nel 1946 ritorna a Bobbio come addetto al seminario ed economo della diocesi stessa.
Nel 1948 entra al servizio della Congregazione di Propaganda Fide come addetto alle missioni dell'America Latina e, in seguito, ai seminari di missione. Nel 1957 è nominato segretario del Consiglio Superiore per il Clero indigeno: in questa veste si afferma come specialista per i problemi del Terzo Mondo e delle missioni; effettua inoltre numerosi viaggi in Asia, Africa e America Latina. Il 28 giugno dello stesso anno papa Pio XII gli conferisce il titolo onorifico di prelato domestico di Sua Santità.
L'8 maggio 1971 papa Paolo VI lo nomina delegato dell'Ufficio per i rapporti con il personale della Santa Sede.

### Ministero episcopale

#### Segretario generale del Comitato per l'Anno Santo del 1975
Il 9 maggio 1973 papa Paolo VI annuncia l'indizione dell'Anno Santo del 1975 e lo nomina segretario generale del Comitato preparatorio. L'8 giugno seguente lo eleva alla dignità episcopale, nominandolo vescovo titolare di Velia.
Il 29 giugno successivo riceve l'ordinazione episcopale, nella basilica di San Pietro in Vaticano, per imposizione delle mani dello stesso pontefice, co-consacranti gli arcivescovi Agostino Casaroli e Bernardin Gantin (entrambi poi cardinali).

#### Vescovo di Tarquinia e Civitavecchia

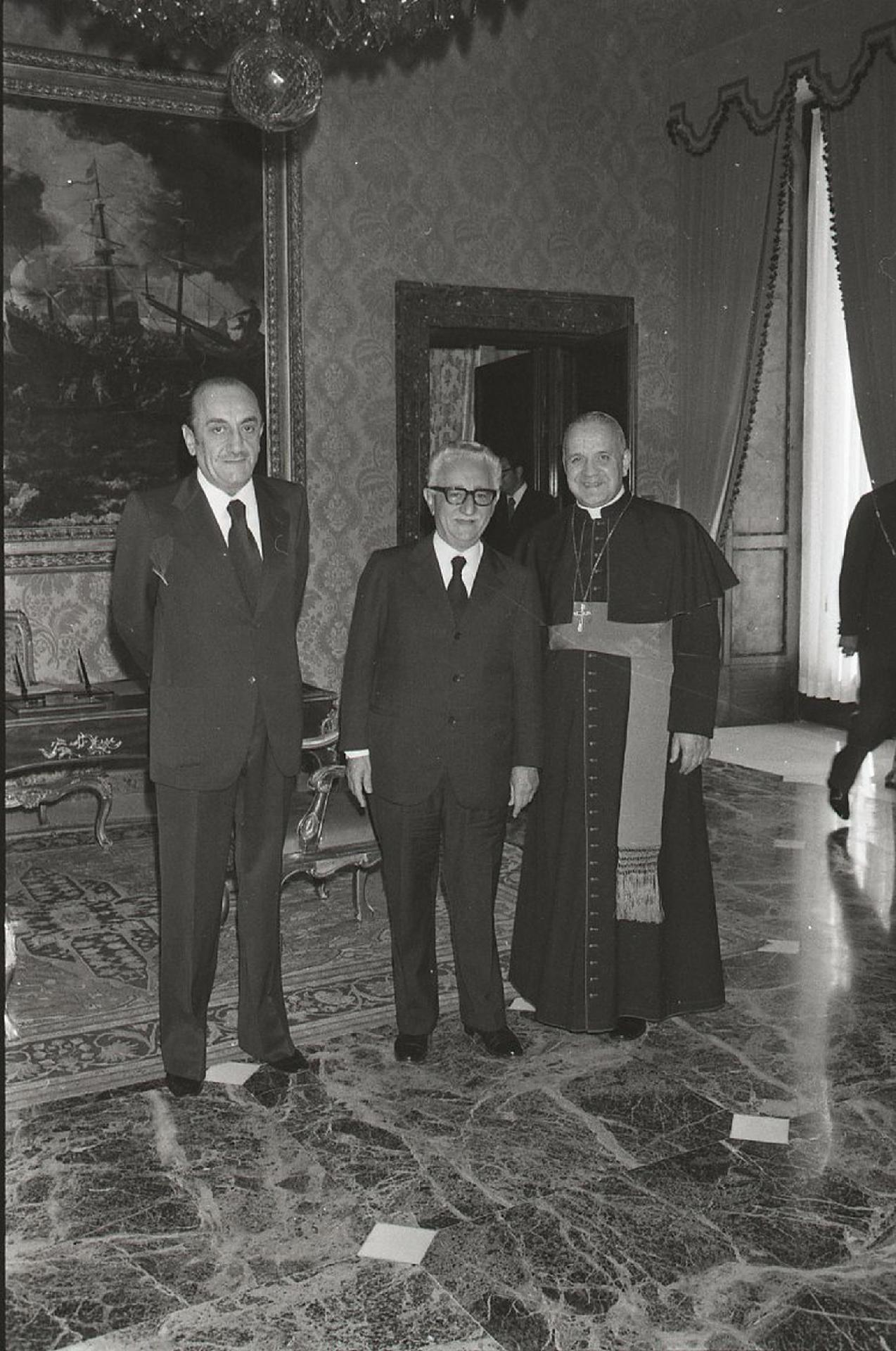
Mons. Mazza e il presidente della Repubblica Giovanni Leone, il 7 ottobre 1976.

L'11 settembre 1976 papa Paolo VI lo nomina vescovo di Tarquinia e Civitavecchia; succede a Giulio Bianconi, dimessosi per raggiunti limiti di età. Il 7 ottobre seguente è ricevuto in udienza dal presidente della Repubblica Italiana Giovanni Leone per prestare il giuramento previsto dal concordato allora in vigore. Il 24 ottobre prende possesso della diocesi, a Civitavecchia.
Durante il suo ministero in terra laziale si dedica in modo particolare della ristrutturazione di numerose chiese storiche e alla costruzione di nuove; crea un Centro pastorale diocesano, che coordina tutte le attività dei responsabili della gioventù, della catechesi, del mondo del lavoro e delle vocazioni.

#### Vescovo di Piacenza, poi Piacenza-Bobbio
Il 20 agosto 1983 papa Giovanni Paolo II lo nomina vescovo di Piacenza; succede ad Enrico Manfredini, precedentemente nominato arcivescovo metropolita di Bologna. Il 9 ottobre prende possesso della diocesi.
Nel 1985 indice il diciassettesimo sinodo diocesano, aperto l'8 marzo 1987 e conclusosi il 19 maggio 1991. Il 5 e 6 giugno 1988 riceve papa Giovanni Paolo II in visita pastorale a Piacenza e Castel San Giovanni.
Il 16 settembre 1989, con l'unione delle sedi di Piacenza e Bobbio, diviene primo vescovo di Piacenza-Bobbio. Due anni più tardi, al termine del sinodo, inizia la visita pastorale alle parrocchie della diocesi.
Il 1º dicembre 1994, giorno del suo 75º compleanno, papa Giovanni Paolo II accoglie la sua rinuncia al governo pastorale della diocesi, presentata per raggiunti limiti di età e per motivi di salute; viene nominato come amministratore apostolico, in attesa della nomina di un successore, il vescovo di Parma Benito Cocchi. Si ritira nella parrocchia di San Vittore alla Besurica, nella periferia di Piacenza.
Muore a Piacenza, all'età di 78 anni, il 16 marzo 1998. Dopo le esequie, celebrate il 18 marzo dal successore Luciano Monari in cattedrale, viene sepolto nella cappella di famiglia nel cimitero di Alpicella d'Aveto.

## Genealogia episcopale
La genealogia episcopale è:
- Cardinale Scipione Rebiba
- Cardinale Giulio Antonio Santori
- Cardinale Girolamo Bernerio, O.P.
- Arcivescovo Galeazzo Sanvitale
- Cardinale Ludovico Ludovisi
- Cardinale Luigi Caetani
- Cardinale Ulderico Carpegna
- Cardinale Paluzzo Paluzzi Altieri degli Albertoni
- Papa Benedetto XIII
- Papa Benedetto XIV
- Papa Clemente XIII
- Cardinale Marcantonio Colonna
- Cardinale Giacinto Sigismondo Gerdil, B.
- Cardinale Giulio Maria della Somaglia
- Cardinale Carlo Odescalchi, S.I.
- Cardinale Costantino Patrizi Naro
- Cardinale Lucido Maria Parocchi
- Papa Pio X
- Papa Benedetto XV
- Papa Pio XII
- Cardinale Eugène Tisserant
- Papa Paolo VI
- Vescovo Antonio Mazza

## Onorificenze
Nel giugno 1991 viene insignito dell'Antonino d'oro dal capitolo di canonici della basilica di Sant'Antonino di Piacenza.